# Louis Vagnat
Louis Vagnat est un peintre français, né à Grenoble le 16 février 1841, et mort à Grenoble le 21 février 1886.

## Biographie
Louis Vagnat fut l'élève de Théodore Ravanat. C'est avant tout un paysagiste.
Il fit partie du groupe de peintres se réunissant à Proveysieux autour de Jean Achard et Théodore Ravanat. Il peut être rattaché à l'école dauphinoise. 
Il envoie des œuvres au Salon de Paris, dont la première est Le Torrent de Bréda à Allevard en 1880. Il peint de multiples vues du Dauphiné, avec parfois des personnages.
On trouve certains de ses tableaux au musée de Grenoble et au Musée de l'Ancien Évêché.

## Œuvres dans les collections publiques

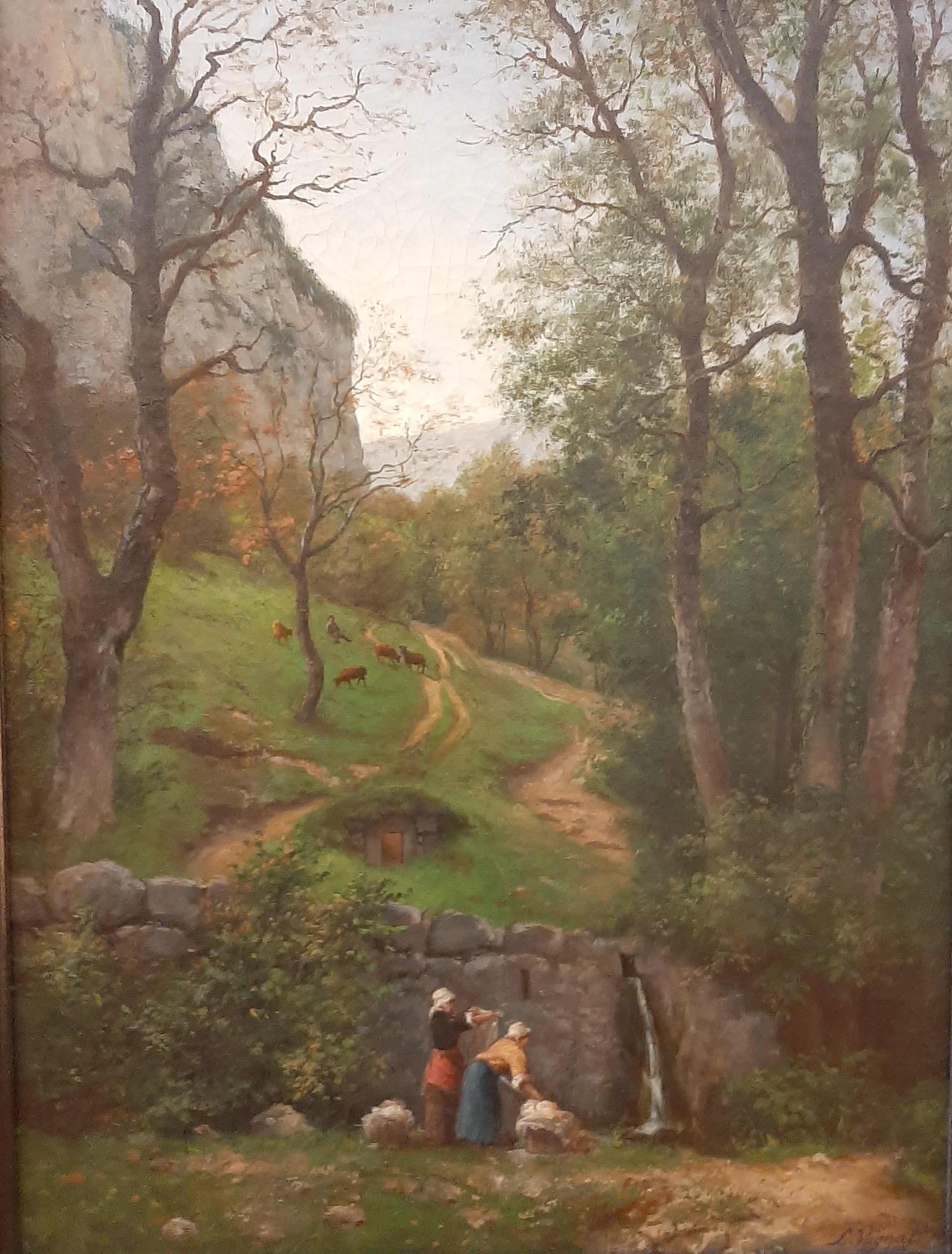
Louis VAGNAT Le chemin des Cuves de Sassenage, Musée de Grenoble

- Le Torrent de Bréda à Allevard, 1880 (Musée de Grenoble, ref M G375)
- Bords du Rhône près de la Grotte de la Balme , 1884  (Musée de Grenoble, ref MG IS 74-3)
- Le Gave à Cauterets (Hautes Pyrénées) (Musée de Grenoble, ref MG IS 74-9)
- Chemin des cimes à Sassenage ou Chemin des cuves à Sassenage (Musée de Grenoble, ref MG IS 86-61)
- A Sassenage (MG 2017-0-30)
- La Bourne à Pont-en-Royans (MG2015-0-35)
- Les bords de l'isère,  1878 ( Musée de l'Ancien Évêché)

## Autres œuvres
- Chaumière à Pomarey près de Proveyzieux (présenté à l'exposition Peintre(s) à Proveyzieux au Musée de l'Ancien Évêché en 2003-2004 )
- La cascade de Sassenage (1885)